# 郭尚勲

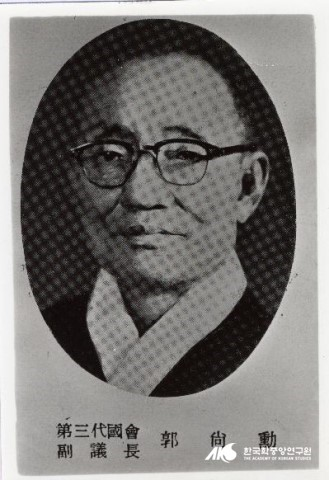
撮影時期不詳

郭 尚勲（クァク・サンフン、朝鮮語: 곽상훈、1896年10月21日 - 1980年1月19日）は、朝鮮の独立運動家、韓国の政治家。元大韓民国国会議長、制憲、第2・3・4・5代国会議員。本貫は玄風郭氏、号は三然（サミョン、삼연、「山自然・水自然・我自然」の意）。

## 経歴
慶尚南道東萊郡（現・釜山広域市東萊区）に生まれた。東萊私立高等普通学校卒、京城高等工業専門学校（現・ソウル大学校）中退。その後は三・一運動の一部である東萊機張独立運動の影響で8ヶ月間投獄された。その後は中国に渡り、上海韓人青年同盟幹部として活動し、新幹会中央幹部を務めた。関東大震災の時は朝鮮人犠牲者の名簿を入手し、朝鮮人虐殺事件の記録を収集した。朝鮮に帰った後、日本の予防検束にかかって大邱警察署の留置場で光復を迎えた。
解放後は韓国民主党の結成に参加したが、1948年の初代総選挙で公認の脱落に不満を持ち、離党し無所属で仁川市の選挙区で初当選以降、国会議員を連続5期務めた。1949年に親日分子の取締を規定する反民族行為処罰法により設置された反民族行為処罰裁判所の検察次長を務めた。1950年に第2代国会の全院委員長を務めたが、1952年の大統領選挙前後に親李承晩から反独裁・反李に転じ、釜山政治波動で他の122名国会議員との連署で責任内閣制改憲案を提出した。その後は1954年に第3代国会の副議長、1955年に民主党最高委員をそれぞれ歴任した。1960年の4・19学生革命で李承晩が下野し、自由党が多数を占める国会が機能不全に陥ったため、補選で改憲国会の議長として選出された。同年6月16日から許政の過渡政権が入ったが、法律により6月22日までの1週間で大統領の権限代行を務めた。同年7月の第5代総選挙で再選され、民議院議長を務め、その後の民主党の新旧派の政争では新派の張勉を支持した。国会議長としての海外訪問中に5・16軍事クーデターが発生し、国会が解散されたため、帰国後に直ちに民主党を離党し、政界から一旦引退した。しかし、その後は朴正煕への接近が目立ち、1969年に統一院顧問、育英財団理事長、1971年に韓国奨学財団理事長、1973年の維新憲政の発足とともに統一主体国民会議に入り、統一主体国民会議運営委員長を務めた。
そのほか、仁川社会事業協会会長、仁川体育会会長、朝鮮青年団京畿道連合会委員長、弾劾裁判所審判官、大韓民国憲政会初代会長を歴任した。1980年1月、ソウルの自宅で85歳で亡くなった。